# Muvulege
Muvulege – miasto w Angoli, w prowincji Lunda Północna.